# Charlene, furstinna av Monaco
Charlène, furstinna av Monaco, född Charlene Lynette Wittstock den 25 januari 1978 i Bulawayo i Rhodesia (nuvarande Zimbabwe), är furstinna av Monaco sedan 2011 då hon gifte sig med furst Albert II. Hon är före detta elitsimmare och har tävlat för Sydafrika i OS.

## Familj
Charlene föddes i Rhodesia (nuvarande Zimbabwe) som dotter till Mickael Wittstock och Lynette Wittstock. Fadern arbetar som säljare och modern är pensionerad simlärare. I familjen finns även de yngre bröderna Gareth, född 1982, och Sean, född 1983, som är datortekniker respektive säljare. När Wittstock var 12 år flyttade hela familjen från Zimbabwe till Sydafrika. Hela familjen är sportintresserad och Wittstocks onkel var under en period kapten för det sydafrikanska fotbollslaget och hennes mor har tävlat i simhopp i OS.

## Karriär
Då modern arbetade som simlärare blev Charlene tidigt intresserad av simning. 1996, vid 18 års ålder vann hon Sydafrikanska mästerskapen i simning. Charlene har bland annat deltagit i damlaget i 4x100 meter medley vid OS i Sydney 2000, vilket gav en femteplats. 2002 vann hon tre guld i VM på 50 och 100 meter crawl samt 4x100 meter stafett.
Hon hade planerat att delta i OS i Peking 2008 men misslyckades att kvalificera sig. Hon hade dessförinnan inte kunnat tävla på 18 månader på grund av en skada.

## Furstinna av Monaco

Furstinnan Charlene och Albert II av Monacos gemensamma monogram

Charlene och furst Albert II av Monaco möttes första gången år 2000 vid en simtävling i Monaco som hon deltog i och prinsen ledde. Den 23 juni 2010 förlovade sig paret.. De vigdes borgerligt 1 juli 2011 och kyrkligt följande dag. Den katolska vigseln ägde rum utomhus på borggården till det furstliga palatset. Charlene bar en klänning designad av Giorgio Armani. Hon tituleras sedan dess furstinna av Monaco, en titel som ingen haft sedan 1982 då Alberts mor furstinnan Grace dog.
Paret närvarade vid bröllopet mellan kronprinsessan Victoria och Daniel Westling 2010 och eklaterade sin egen förlovning bara några dagar senare.
Den 10 december 2014 meddelade det monegaskiska furstehuset att Albert och Charlene nedkommit med tvillingarna Gabriella Thérèse Marie och Jacques Honoré Rainier. Gabriella föddes två minuter före Jacques som är tronarvinge.